# Das Versprechen (2016)
Das Versprechen (internationaler Titel: The Promise, ab 2017 Killing for Love) ist ein deutscher Dokumentarfilm von Marcus Vetter und Karin Steinberger. Der Film thematisiert die brutale Ermordung von Derek und Nancy Haysom am 30. März 1985 in ihrem Haus in Lynchburg im US-Bundesstaat Virginia. Im Mittelpunkt stehen die beiden Verurteilten Jens Söring und Elizabeth Haysom. Haysom wurde 1987 wegen Anstiftung zum Mord zu zweimal 45 Jahren Haft verurteilt, Söring wurde 1990 wegen Mordes zu zweimal lebenslanger Haft verurteilt.
Der Film hatte seine Premiere am 24. Juni 2016 beim Filmfest München. Er kam am 27. Oktober 2016 in die deutschen Kinos und erschien im Mai 2017 auf DVD.
Dem Film wurde vor allem ab 2019 eine manipulative Darstellung zugunsten von Jens Söring vorgeworfen. Auch Karin Steinbergers journalistische Artikel zum Fall Söring wurden aus diesem Grund kritisiert. Im Jahr 2023 wurde bekannt, dass sie Mails mit Sörings Unterstützern ausgetauscht und diese Gruppe beraten hatte.

## Inhalt
Jens Söring – Sohn eines deutschen Diplomaten – und Elizabeth Haysom – Tochter des ermordeten Ehepaares – begegnen sich zum ersten Mal im August 1984 bei einem Treffen für Hochbegabtenstipendiaten der Universität von Virginia. Nach ein paar Monaten werden sie ein Paar. Elizabeth erzählt Jens, dass sie seit Jahren von ihrer Mutter missbraucht werde und in einem Internat in der Schweiz brutal vergewaltigt wurde. Söring ist hingerissen von Elizabeth, sie ist für ihn die große Liebe, für sie würde er alles tun. In mehreren Sequenzen des Films werden Zitate aus den Liebesbriefen des Paares von Imogen Poots (Elizabeth Haysom) und Daniel Brühl (Jens Söring) vorgelesen.
Am 30. März 1985 werden Elizabeths Eltern in ihrem Haus in Lynchburg brutal ermordet. Für die Polizei gibt es zunächst kein Motiv, keine Verdächtigen, keine Anhaltspunkte. Als die Ermittler bei ihren Untersuchungen dem Paar immer näher kommen, fliehen Söring und Haysom aus Amerika nach Europa. In Thailand lassen sie zahlreiche falsche Pässe für sich anfertigen, dann fliegen sie nach England. Am 30. April 1986 werden sie in London wegen Scheckbetrugs verhaftet. Haysom wird in die USA ausgeliefert. 1987 wird sie in Virginia zu 90 Jahren wegen Anstiftung zum Mord verurteilt.
Söring kämpft jahrelang gegen seine Auslieferung in die USA, zuletzt vor dem Europäischen Gerichtshof für Menschenrechte. Als die USA auf die Beantragung der Todesstrafe verzichten, wird Söring an die USA ausgeliefert. Der Prozess gegen Söring in Virginia im Juni 1990 wird als einer der ersten Gerichtsprozesse landesweit im amerikanischen Fernsehen übertragen. „Ich bin unschuldig“, sagt Söring, als er zu zweimal lebenslanger Haft wegen zweifachen Mordes verurteilt wird (zu Details siehe den Hauptartikel Jens Söring).
Die Filmemacher verwenden Filmaufnahmen aus den beiden Gerichtsprozessen gegen Haysom und Söring aus den Jahren 1987 und 1990 und kombinieren diese mit neu gedrehten Szenen, darunter Aussagen von Söring, Zeitzeugen, Ermittlern, Anwälten und anderen an dem Fall beteiligten Personen. Für den Film wurde umfangreiches Archivmaterial verwendet, darunter Tatortfotos, kurz nach der Tat entstandene Filmsequenzen, Beweismittel, Gerichtsprotokolle, Zeitungsartikel sowie Liebesbriefe und Tagebücher von Söring und Haysom. Der Film begleitet außerdem einen Privatdetektiv, der sich auf die Suche nach der Wahrheit macht.
Der Film vertritt die Sichtweise, dass Sörings Prozess fehlerhaft gewesen sei und Söring möglicherweise nicht der Täter war. Auf der Website zum Film heißt es dazu: „Mehr als drei Jahre lang recherchierten die Filmemacher, fanden erstaunliche neue Beweise, die nie vor Gericht erwähnt oder als unzulässig erklärt wurden. […] Der Film stellt Fragen, die bislang von niemandem gestellt wurden. Wem gehören die nicht identifizierten Fingerabdrücke am Tatort? Warum durfte der sexuelle Missbrauch der Tochter durch die Mutter vor Gericht keine Rolle spielen? Wie kann es sein, dass ein befangener Richter über den Fall urteilte? Wo ist das FBI-Protokoll, das geschrieben wurde, aber unauffindbar ist? Der Film […] zeigt, dass alles auch ganz anders gewesen sein könnte. Läuft der wahre Täter dieses brutalen Mordes möglicherweise noch frei herum?“

## Titel
Der Filmtitel Das Versprechen (englisch The Promise, spanisch La Promesa) lautet in einer ausführlicheren Version Das Versprechen – Erste Liebe lebenslänglich.
Auf der offiziellen Website zum Film wird nicht erklärt, worauf sich der Filmtitel Das Versprechen bezieht. Ein Hinweis auf die mögliche Bedeutung findet sich dort in der ausführlichen Beschreibung der Liebesgeschichte: „Auch er gestand, wie versprochen. […] Er gestand, sagt er, um Elizabeth vor dem elektrischen Stuhl zu retten.“ Im Trailer ist von der Aufforderung zu einem anderen Versprechen die Rede. Dort wird folgendes Zitat aus einem Brief von Elizabeth Haysom vorgelesen (Übersetzung ins Deutsche): „Versprich mir, Jens, was auch immer jetzt passieren wird, versprich mir, nicht zuzulassen, dass ich Dein Leben ruiniere. Meines habe ich komplett versaut.“ Dabei werden die von Elizabeth Haysom geschriebenen Wörter Promise me („Versprich mir“) gezeigt und nehmen fast die ganze Bildbreite ein.
Anlässlich der Ausstrahlung im britischen Fernsehen im März 2017 und des Kinostarts in den USA im Dezember 2017 wurde jeweils der ursprüngliche englische Titel The Promise ersetzt durch den heute üblichen Titel Killing for Love (wörtlich „Töten für Liebe“).

## Personen
- Jens Söring, verurteilt zu zweimal lebenslanger Haft für den Mord an Derek und Nancy Haysom
- Chuck Reid, ehemaliger Ermittler, Bedford County
- Ricky Gardner, Ermittler, Bedford County, Sheriff’s Department
- William Sweeney, Richter, der die Prozesse gegen Haysom und Söring führte

Anwälte von Jens Söring
- Steve Rosenfield, ehemaliger Anwalt von Elizabeth Haysom, Anwalt von Jens Söring
- Gail Marshall, ehemalige stellvertretende Staatsanwältin von Virginia, Anwältin von Jens Söring
- Gail Ball, Anwältin von Jens Söring

Weitere
- Dave Watson, Privatdetektiv
- Carlos Santos, Journalist der Richmond Times-Dispatch, der den Fall von Anfang an verfolgt hat
- Ed Sulzbach, pensionierter FBI-Profiler
- Tony Buchanan, ein Zeuge, der nie bei der Polizei oder vor Gericht vernommen wurde
- Rich Zorn, ehemaliger stellvertretender Generalstaatsanwalt und Freund der Sörings
- Susanne Peniche und John Peniche, jetzige Bewohner des Hauses des Ehepaars Haysom
- Tom Elliott, katholischer Diakon und Gefängnisseelsorger
- Mada Sweeney, Ehefrau des Richters William Sweeney

Elizabeth Haysom ist in den Filmaufnahmen aus den beiden Gerichtsprozessen von 1987 und 1990 zu sehen, die im Film verwendet werden. Es war geplant, Haysom ebenso wie Söring mit einem aktuellen Interview einzubinden. Sie bot zunächst an, das Interview zu geben, und zwar mit Überwachung durch einen Lügendetektor, sagte dann aber ab.

## Produktion und Aufführungen
Der Film wurde produziert von der Filmperspektive GmbH mit Sitz in Stuttgart. Koproduktionspartner waren der Südwestrundfunk, der Bayerische Rundfunk, ARTE und Danmarks Radio in Zusammenarbeit mit der BBC, Sveriges Television und VPRO.
Der Film wurde gefördert von der MFG Filmförderung und dem Deutschen Filmförderfonds.
Nach der Premiere in Deutschland am 24. Juni 2016 beim Filmfest München wurde der Film international bei Filmfestivals aufgeführt: im September 2016 in Südkorea, im Oktober in Island und Mexiko, im November in den Vereinigten Staaten (Virginia Film Festival, Denver International Film Festival, Doc NYC Documentary Film Festival). Ab 2017 wurde der Film auch im Fernsehen ausgestrahlt, zuerst im Januar 2017 in Belgien, im Februar in Schweden und im März in Großbritannien (dort als Teil der BBC-Dokumentarreihe Storyville).

## Rezeption

### Auszeichnungen
Im März 2017 wurde der Film auf dem 22. Filmfest Türkei/Deutschland in Nürnberg mit dem Öngören Preis für Demokratie und Menschenrechte ausgezeichnet. Außerdem erhielt er im Mai 2017 eine Nominierung für den Deutschen Dokumentarfilmpreis.

### Rezensionen
In der Zeit wurde dargelegt, dass der Eindruck der einseitigen Berichterstattung wohl daher rührt, dass Elizabeth Haysom trotz Bemühungen der Filmemacher um ein Interview nicht zur Darstellung ihrer Version der Ereignisse bereit gewesen war.
Marc Pitzke empfand im Spiegel die Darstellung Sörings als nicht sonderlich freundlich, hielt aber die neuen Hinweise auf seine Unschuld für überzeugend. Er verwies auf die politischen Umstände in Virginia, die einer Entlassung im Wege standen.
Die Frankfurter Allgemeine Zeitung kommentierte: „Der Film lässt mehr als nur den Verdacht aufkommen, dass der Falsche verurteilt wurde. Marcus Vetter und Karin Steinberger […] fördern Ermittlungs- und Verfahrensfehler zutage. So wurden am Tatort Fingerabdrücke gefunden, die bis heute nicht identifiziert sind, Spuren von Söring fand man nicht, nur ein Sockenabdruck wurde ihm zugeordnet. Das von einem FBI-Profiler erstellte Täterprofil, das eine den Opfern nahestehende Frau als Täterin vermutete, verschwand im Archiv, genauso wie Nacktfotos von Elizabeth Haysom, die von den Ermittlern im Haus der Haysoms gefunden wurden. Der Richter war mit den Opfern privat befreundet. Verdächtige und Zeugen, die Söring hätten entlasten können, wurden nie vorgeladen. Immer deutlicher tritt heraus, dass der Fremde, der während der Verhandlung fast überheblich wirkte, keinen fairen Prozess bekam. Dieser Film hallt lange nach.“
Kritischer urteilte Kai Mihm in epd Film: Es sei „problematisch“, dass der Film gegen Ende „wie ein Plädoyer für Sörings zweifellose Unschuld“ wirke. Sörings persönliche Perspektive werde „zunehmend jene des Films“. Etwas „einseitig“ scheine auch die Beweisführung. So trete im Film ein Mann als seriöser Entlastungszeuge auf, der in einer „exzellenten New Yorker-Reportage über den Fall“ als „einigermaßen verrückt“ beschrieben wird.

### Kritik ab 2019
Der US-Jurist Andrew Hammel warf 2019 in der Frankfurter Allgemeinen Zeitung den Autoren des Films vor, wichtige Fakten ausgelassen zu haben, die ihrer These widersprechen, Söring sei unschuldig. Der Film sei ein Werk des „Haltungsjournalismus“, der alle der Ausgangsthese zuwiderlaufenden Fakten ausblende. Hammels Artikel in der FAZ stand am Beginn einer langen kritischen Auseinandersetzung mit der bisherigen Berichterstattung zum Fall Söring.
Der Scotland-Yard-Beamte Terry Wright, der im Jahr 2019 einen etwa 450 Seiten langen Bericht zum Fall Söring vorgelegt hatte, kritisierte den Film im Jahr 2022 als einseitig und manipulativ: „Meiner Meinung nach geht es in dem Film einzig darum, die Geschichte eines unschuldigen Mannes zu erzählen, der über 30 Jahre lang eingesperrt war, nur weil er gelogen hat. […] Der Film vermittelt der Öffentlichkeit ein einseitiges Bild. Sie haben Fragen und Antworten manipuliert. Meiner Meinung nach haben sie Partei ergriffen.“
Karin Steinberger geriet ab 2022 vermehrt in die Kritik. Stefan Niggemeier schrieb, sie habe seit 2007 mit ihrer Berichterstattung in der  Süddeutschen Zeitung (SZ) die Meinung der Öffentlichkeit geprägt, Söring sei ein Justizopfer. Obwohl sie in einem Interview zum Filmstart einräumte, sie wisse nicht, was in der Mordnacht passiert sei, habe sie auch danach in ihren SZ-Artikeln Sörings Erzählung weitgehend übernommen. Im Jahr 2023 ergaben Recherchen des NDR, dass Steinberger in engem Verhältnis zum Unterstützerkreis von Jens Söring stand. Aus bekannt gewordenen Mails geht hervor, dass sie diese Gruppe aktiv beraten hatte. Steinberger bezeichnete ihren Mailverkehr mit Sörings Unterstützern als Fehler und entschuldigte sich dafür. SZ-Chefredakteur Wolfgang Krach räumte Steinbergers mangelnde Distanz zu Söring ein und bat die Leser der Zeitung um Entschuldigung.

## Radio-FeatureDas Versprechen
Die Regisseure Marcus Vetter und Karin Steinberger behandelten den Doppelmord und Sörings Verurteilung auch in einem Radio-Feature mit dem Titel Das Versprechen, das im Jahr 2018 von den Sendern NDR und SWR produziert wurde. Die sieben Folgen sind im Schnitt etwa 25 Minuten lang. Sie sind auf der Website des NDR und in der ARD Audiothek abrufbar.
In dem Podcast Das System Söring (2022), der sich mit der bisherigen Berichterstattung zum Fall Söring auseinandersetzt, wird die inhaltliche Einseitigkeit des Features kritisiert: „Sörings Darstellung, seit Jahren unschuldig inhaftiert zu sein, und die Erzählung eines Justizskandals werden darin fast ungebrochen reproduziert.“ Der NDR gibt folgenden Hinweis auf die aus heutiger Sicht veraltete Darstellung: „Die Serie ist entstanden, bevor Jens Söring zurück nach Deutschland kam. Sie bildet die Diskussion um die Person und die Berichterstattung nicht ab.“